# 錫納邁卡
錫納邁卡（西班牙語：Sinamaica），是委內瑞拉的城鎮，位於該國西北部蘇利亞州，是瓜希拉市的首府，距離馬拉開波66公里，海拔高度10米，主要經濟活動是農業和手藝業，人口約2,000。
11°05′11″N 71°51′16″W / 11.0865°N 71.8544°W